# かとう有花
かとう 有花（かとう ゆか、9月16日 - ）は、日本の女性声優。RME所属。岐阜県下呂市出身。

## 人物
方言は飛騨弁。
趣味は美術館巡り、歌唱。特技は早寝。
免許は資格パソコン検定2級、販売士検定2級。

## 出演

### テレビアニメ
- 白い砂のアクアトープ（2021年、役員）

### 劇場アニメ
- 君の名は。（2016年、勅使河原の母、ラーメン屋夫人[1]）

### ゲーム
- 三国武神伝（甄姬、黄月英、大喬）
- ラストエトワール（村の男の子、ガイア、闇の天使、リリア、雪の女王）
- シティダンク２（バーバラ、キーン、ラン）
- 封神ヒーローズ（女媧、接引道人、火霊聖母）
- Vainglory（ストームクイーン）
- 放置三国（祝融）
- Project Nimbus（ジェニファー）
- クロスセイバー（黄月英）
- 99ドラゴンズ（テレサ・セレーヌ）
- ドラゴンネスト（女王アマリリス）
- GROOVE CATCH（キャラクターボイス）
- プロジェクト・シルバーウイング（Kar.98K[2]）
- フィーバーダンク
- ミステリーの歩き方（内田朱美[3]）

### 吹き替え

#### 映画（吹き替え）
- 愛・ビート・ライム（ニケル〈ロレイン・トゥーサント〉）※Netflix版
- マーロン（イベット）
- インポスターズ 愛しの結婚詐欺師（マーガレット）
- TOP BOY（テイラー）
- フィリップ・K・ディックのエレクトリック・ドリームズ /フード・メーカー（メアリー）
- 埋もれる殺意～26年の沈黙～（エリース）
- Versailles（マリー・テレーズ）
- ミッシング・スリー（マザー）
- カンフーパンダ ～運命の拳～（ジェイド・タスク）
- ネクトン一家の深海探検（ケイコ）
- サミーと海の仲間たち（マーガレット）
- 海賊の行く手（シェルスティン）
- ミッション・ワイルド（カーター）
- ブラック・ウィドウ 裏切りの代償（フィープ）
- フューネラル～大人たちの同窓会（エレイン）
- ドローン（コリーン）
- ワイルドウェスト 復讐のバラード（ローラ）
- ラ・バンバ（ロージー）
- サウスセントラルLA（シャリカ）
- シークレット・デイ あの日、少女たちは赤ん坊を殺した（シンシア）
- 湿地（エリンボルク）
- ある戦争（マリア）
- テイキング・アース 地球侵略（エレン）
- 魔法の国のプリンセス（ルシンダ）
- スターファイター 未亡人製造機と呼ばれたF-104（ヘルガ）
- プロヴァンスの休日（ローレット）
- キャビン・フィーバー（マーシー）
- 虹蛇と眠る女（コリーン）
- きみといた二日間（ファイザ）
- パシフィック・トレジャー 大日本帝国の黄金伝説を追え!（リア）
- ビームマシンで連れ戻せ!テレポーテーション大作戦（カタリナ）
- ザ・サンド（シャンダ）
- エリア52（ウィキ）
- カリギュラ（エンニア）
- コンテンダー（デボラ・プライス〈コニー・ニールセン〉）
- サーシャと不思議なワンダーランド
- ターニング・タイド（マリー）
- タイムマシン2013（ベラ）
- デス・クルー（マイラ）
- ドリアン・グレイの肖像（少年、パーティー女）
- ドリームキャッチャー 呪われた魔除け（ルース〈リン・シェイ〉[4]）
- ベアリー・リーサル（ペニー）
- 兵器人間（イゴール）
- マクベイン（クリスチーナ）
- マティアス&マキシム（ジネット[5]）
- レスキューせんエリアスと海ではたらく仲間たち（ブレンダ、クレイニー）
- 牢獄処刑人（テルマ）
- ファーザー（女〈オリヴィア・ウィリアムズ〉[6]）
- ダーク・タイド（ケイト〈ハル・ベリー〉[7]）

#### アニメ
- ターザン&ジェーン（アンジェラ）
- ナッツジョブ リバティパーク奪還作戦（ジェイミー）
- フェ〜レンザイ -神さまの日常-（2023年、アナウンサー、食堂のおばちゃん）

### 映画
- アイドル・イズ・デッド2‐ノンちゃんのプロパガンダ大戦争‐（女性アナウンサー）
- 幼虫のはらわた（カトウ）
- みみずひめ（髪の毛の女）
- シン・ゴジラ（声の出演）[8]

### テレビドラマ
- お先にどうぞ
- 緊急取調室
- 武蔵忍法伝 忍者烈風（八咫烏、鬼面樹）
- 最愛 8話（2021年12月3日、TBS） - 宮崎恵理 役（声の出演）

### web
- 柴田秀勝の「新宿　ゴール伝ガイ・パラダイス」
- そらなさゆりのつりタメ
- 釣りマニア

## 方言監修
- 君の名は。（劇場アニメ、小説、漫画[1]）
- 最愛（連続テレビドラマ、TBS系列）